# Rhynchosia capensis
Rhynchosia capensis là một loài thực vật có hoa trong họ Đậu. Loài này được (Burm.f.) Schinz miêu tả khoa học đầu tiên.